# Santi Cosma e Damiano all'Esquilino

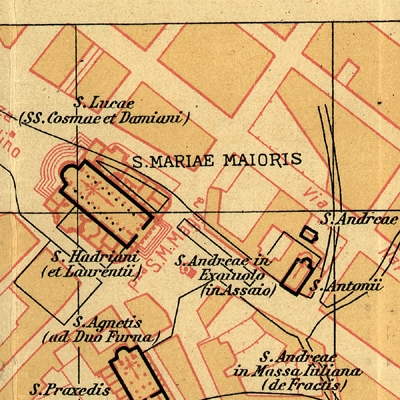
Mapa de Christian Hülsen (1927) mostrando a igreja com o nome de Santi Cosma e Damiani e também como o de S. Lucae, uma confusão bastante comum.

Santi Cosma e Damiano all'Esquilino era uma igreja localizada no alto do Císpio, no rione Monti, no quarteirão ao norte da basílica de Santa Maria Maggiore e de frente para a Via dell'Esquilino. Era dedicada aos Santos Cosme e Damião. Ela era conhecida pelos epítetos "ad Santam Mariam Maiorem" por estar perto da basílica e "ad Praesepe" porque a manjedoura (em italiano:  praesaepe) de Jesus era mantida em Santa Maria.

## História
Esta pequena igreja teria sido fundada pelo papa Símaco entre 498 e 514, mas ela é geralmente confundida com a também demolida igreja de San Luca all'Esquilino, mais para o sul. Porém, alguns acreditam as duas são a mesma igreja, chamada de Ecclesia San Luca no início do século XIV. Delli afirma que havia um mosteiro ligado à igreja. Originalmente construída como um asilo, o papa Gregório II (r. 715-731), o converteu em mosteiro, a quem o papa Leão III (r. 795-816) doou ricos presentes. Durante a Idade Média, este mosteiro era conhecido como Monastero Uspani ou Vespani, um nome de origem obscura. Em 1192, a Santi Cosma e Damiano aparece no catálogo Liber Censum com o nome de "Sancti Cosma ad Sanctam Mariam Maiorem". Em 19 de março de 1244, o papa Inocêncio IV publicou uma bula na qual a igreja é chamada de "Ecclesia SS. Cosmae et Damiani cum hortis et canapinis".
Tanto a igreja quanto o mosteiro foram demolidos quando o papa Sisto V se tornou papa (1585) para abrir espaço para o grande casino da Villa Peretti, que tinha um acesso direto à basílica. Outra hipótese é que a demolição tenha ocorrido durante as muitas obras à volta da igreja ligadas à colocação do Obelisco Esquilino na Piazza dell'Esquilino. Uma terceira teoria é que a igreja teria sido demolida para abrir espaço para uma expansão de Santa Maria, onde o papa construiu uma capela para abrigar seu próprio túmulo.